# Danh sách phim TVB năm 1997
Đây là danh sách phim truyền hình do TVB phát hành hoặc phát sóng năm 1997.

## Dòng phim thứ nhất
| Công chiếu            | Tên                    | Tên tiếng Anh             | Số tập | Diễn viên | Thể loại            | Ghi chú | Website                                                               |
| --------------------- | ---------------------- | ------------------------- | ------ | --- | ------------------- | ------- | --------------------------------------------------------------------- |
| 27/01- 21/02          | Thăng Bình công chúa   | Taming of the Princess    | 20     | Âu Dương Chấn Hoa, Quan Vịnh Hà, Ngụy Tuấn Kiệt                                                                                   | Cổ trang            |         | Official website Lưu trữ ngày 14 tháng 2 năm 2012 tại Wayback Machine |
| 24/02- 21/03          | Sân khấu muôn màu      | Show Time Blues           | 20     | Lâm Gia Đống, Lê Diệu Tường, Mai Tiểu Huệ, Giang Hân Yến, Mã Đức Chung                                                            | Hiện đại            |         |                                                                       |
| 24/03- 18/04          | Miêu Thúy Hoa          | Lady Flower Fist          | 20     | Quan Vịnh Hà, Giang Hoa, Huệ Anh Hồng, Cherie Chan, Rain Lau                                                                      | Cổ trang            |         | Official website Lưu trữ ngày 14 tháng 2 năm 2012 tại Wayback Machine |
| 21/04- 23/05          | Đại thích khách        | The Hitman Chronicles     | 30     | Trịnh Tắc Sĩ, Cổ Thiên Lạc, Mã Đức Chung, Đàm Diệu Văn                                                                            | Cổ trang            |         | Official website Lưu trữ ngày 14 tháng 2 năm 2012 tại Wayback Machine |
| 26/05- 20/06          | A road and a will      | A Road and a Will         | 20     | Trịnh Đan Thụy, Lê Diệu Tường, Trương Khả Di, Mai Tiểu Huệ                                                                        | Hiện đại            |         | Official website Lưu trữ ngày 6 tháng 4 năm 2012 tại Wayback Machine  |
| 23/06- 26/07          | Huynh đệ song hành     | Old Time Buddy            | 25     | La Gia Lương, Trương Khả Di, Ngô Trấn Vũ, Tuyên Huyên, Đằng Lệ Danh, Lâm Hiểu Phong                                               | Lịch sử             |         | Official website Lưu trữ ngày 14 tháng 2 năm 2012 tại Wayback Machine |
| 28/07- 26/09          | Thiên long bát bộ      | Demi-Gods and Semi-Devils | 45     | Huỳnh Nhật Hoa, Trần Hạo Dân, Phàn Thiếu Hoàng, Lý Nhược Đồng, Cheung Kwok Keung, Jay Lau, Hoàng Kỳ Oánh, Triệu Học Nhi, Rain Lau | Cổ trang, Kiếm hiệp |         | Official website Lưu trữ ngày 14 tháng 2 năm 2012 tại Wayback Machine |
| 29/09- 7/11           | Trạng sư Tống Thế Kiệt | Justice Sung              | 30     | Trương Đạt Minh, Quách Ái Minh, Phàn Thiếu Hoàng, Cherie Chan                                                                     | Cổ trang            |         | Official website Lưu trữ ngày 14 tháng 2 năm 2012 tại Wayback Machine |
| 10/11- 20/12          | Mỹ vị thiên vương      | A Recipe for the Heart    | 29     | Âu Dương Chấn Hoa, Thẩm Điện Hà, Quan Vịnh Hà, Cổ Thiên Lạc, Trương Khả Di, Tuyên Huyên, Trương Đạt Minh, Tần Bái                 | Hiện đại            |         | Official website Lưu trữ ngày 14 tháng 2 năm 2012 tại Wayback Machine |
| 22/12/1997- 9/01/1998 | Chân mạng thiên sứ     | Triumph Over Evil         | 20     | Hoàng Trí Hiền, Trương Gia Huy, Đằng Lệ Danh                                                                                      | Cổ trang            |         | Official website Lưu trữ ngày 19 tháng 9 năm 2012 tại Wayback Machine |

## Dòng phim thứ hai
| Công chiếu             | Tên                       | Tên tiếng Anh                     | Số tập | Diễn viên | Thể loại            | Ghi chú | Website                                                               |
| ---------------------- | ------------------------- | --------------------------------- | ------ | --- | ------------------- | ------- | --------------------------------------------------------------------- |
| 6/01- 24/01            | Lực lượng chống lừa đảo   | Corner the Con Man                | 15     | Âu Dương Chấn Hoa, Cổ Cự Cơ, Trần Pháp Dung | Hiện đại            |         |                                                                       |
| 27/01- 14/02           | Tế công                   | The Legend of Master Chai         | 15     | Lương Vinh Trung, Vivien Leung, Timmy Ho, Cherie Chan | Cổ trang, Kiếm hiệp |         | Official website Lưu trữ ngày 26 tháng 8 năm 2012 tại Wayback Machine |
| 17/02- 7/03            | Khi người đàn bà biết yêu | Working Women                     | 15     | Quách Khả Doanh, Giang Hân Yến, Mai Tiểu Huệ, Trần Khải Thái                                                                                                | Hiện đại            |         |                                                                       |
| 10/03- 9/05            | Hồ sơ công lý 5           | File of Justice V                 | 45     | Âu Dương Chấn Hoa, Đào Đại Vũ, Tô Vĩnh Khang, Ngô Khải Hoa, Đàm Diệu Văn, Lâm Bảo Di, Mã Tuấn Vỹ, Tuyên Huyên, Thái Thiếu Phân, Trần Tuệ San, Trần Chỉ Tinh | Hiện đại            |         | Official website Lưu trữ ngày 26 tháng 7 năm 2008 tại Wayback Machine |
| 12/05- 6/06            | Hồ sơ bí ẩn               | Mystery Files                     | 20     | La Gia Lương, Trương Gia Huy, Trương Khả Di, Ngụy Tuấn Kiệt                                                                                                 | Hiện đại, Hành động |         | Official website Lưu trữ ngày 15 tháng 6 năm 2012 tại Wayback Machine |
| 9/06- 4/07             | Đội bảo vệ nhân chứng     | Deadly Protection                 | 20     | Vương Hy, Ngụy Tuấn Kiệt, Gigi Fu, Karen Tong | Hiện đại, Hành động |         | Official website Lưu trữ ngày 14 tháng 2 năm 2012 tại Wayback Machine |
| 7/07- 1/08             | Thế võ lập nghiệp         | Drunken Angels                    | 20     | Nguyên Hoa, Trần Diệu Anh | Cổ trang            |         | Official website Lưu trữ ngày 14 tháng 2 năm 2012 tại Wayback Machine |
| 4/08- 29/08            | Đại náo quảng xương long  | Time Before Time                  | 20     | Lâm Gia Đống, Châu Hải My, Quách Thiểu Vân, Trần Khải Thái                                                                                                  | Lịch sử             |         | Official website Lưu trữ ngày 14 tháng 2 năm 2012 tại Wayback Machine |
| 1/09- 24/10            | Hồ sơ trinh sát 3         | Detective Investigation Files III | 40     | Đào Đại Vũ, Quách Khả Doanh, Lương Vinh Trung, Trần Pháp Dung, Margaret Chung                                                                               | Hiện đại            |         | Official website Lưu trữ ngày 14 tháng 2 năm 2012 tại Wayback Machine |
| 27/10- 21/11           | Người vô hình             | The Disappearance                 | 20     | Lâm Gia Đống, Lâm Bảo Di, Trần Diệu Anh, Dương Thiên Hoa, Lương Hán Văn                                                                                     | Hiện đại            |         | Official website Lưu trữ ngày 14 tháng 2 năm 2012 tại Wayback Machine |
| 24/11- 19/12           | Lệnh truy nã              | I Can't Accept Corruption         | 20     | Cổ Thiên Lạc, Trần Pháp Dung, Fanny Yuen, Mã Đức Chung | Hiện đại            |         | Official website Lưu trữ ngày 14 tháng 2 năm 2012 tại Wayback Machine |
| 22/12/1997- 16/01/1998 | Truy tìm bằng chứng       | Untraceable Evidence              | 20     | Lâm Bảo Di, Trần Tuệ San, Margaret Chung, Lý San San | Hiện đại            |         | Official website Lưu trữ ngày 7 tháng 2 năm 2009 tại Wayback Machine  |

## Dòng phim thứ ba
| Công chiếu             | Tên                  | Tên tiếng Anh    | Số tập | Diễn viên | Thể loại           | Ghi chú | Website                                                              |
| ---------------------- | -------------------- | ---------------- | ------ | --- | ------------------ | ------- | -------------------------------------------------------------------- |
| 15/05/1995- 17/11/1999 | Nghĩa nặng tình thâm | A Kindred Spirit | 1128   | Lý Tư Kỳ, Lưu Đan, Tiết Gia Yến, Quách Khả Doanh, Trần Cẩm Hồng, Tô Ngọc Hoa, Quách Thiểu Vân, Lưu Khải Uy, Uyển Quỳnh Đan, David Lui, Ngô Mỹ Hành, Tạ Thiên Hoa, Đằng Lệ Danh, Viên Thái Vân, Mã Đức Chung | Hiện đại, Hài kịch |         | Official website Lưu trữ ngày 8 tháng 2 năm 2012 tại Wayback Machine |